# NOFX
NOFX je ameriška punk rock skupina, ki je bila ustanovljena leta 1983. Skupina izvira iz kalifornijskega mesta Berkeley. Ustanovili so jo prijatelji iz srednje šole, prvotno zasedbo skupine so sestavljali vokalist in basist Mike Burkett (Fat Mike), kitarist Eric Melvin in bobnar Erik Sandin (Smelly). Leta 1991 so v skupino sprejeli kitarista Aarona Abeyto (El Hefe).
V njihovi glasbi poleg punk rocka najdemo tudi elemente ska in reggae glasbe. V svoji karieri so izdali trinajst albumovov, zadnjega leta 2016 z naslovom First Ditch Effort, dva live albuma, 17 EP-jev, šest kompilacij in tri video albume.
Največji uspeh je skupina doživela leta 1994, ko je njihov album Punk in Drublic dosegel zlato naklado.

## Zasedba
- Fat Mike (Mike Burkett) -vokal, bas kitara
- Eric Melvin - kitara
- Smelly (Erik Sandin) - bobni
- El Hefe (Aaron Abeyta) - kitara, trobenta

## Diskografija

### Studijski albumi
| Leto izdaje             | Naslov albuma                        | Založba          | US Billboard Peak  | US prodaja |
| 1988, ponovno leta 1991 | Liberal Animation                    | Epitaph          | n/a                |            |
| 1989                    | S&M Airlines                         | Epitaph          | n/a                |            |
| 1991                    | Ribbed                               | Epitaph          | n/a                |            |
| 1992                    | White Trash, Two Heebs and a Bean    | Epitaph          | n/a                |            |
| 1994                    | Punk in Drublic                      | Epitaph          | 12 (Heatseekers)   | zlata      |
| 1996                    | Heavy Petting Zoo                    | Epitaph          | 63 (Billboard 200) |            |
| 1997                    | So Long and Thanks for All the Shoes | Epitaph          | 79 (Billboard 200) |            |
| 2000                    | Pump up the Valuum                   | Epitaph          | 61 (Billboard 200) |            |
| 2003                    | The War on Errorism                  | Fat Wreck Chords | 44 (Billboard 200) |            |
| 2006                    | Wolves in Wolves' Clothing           | Fat Wreck Chords | 46 (Billboard 200) |            |
| 2009                    | Coaster                              | Fat Wreck Chords | 36 (Billboard 200) |            |
| 2012                    | Self Entitled                        | Fat Wreck Chords |                    |            |
| 2016                    | First Ditch Effort                   | Fat Wreck Chords |                    |            |

### Live albumi
| Leto izdaje | Naslov                             | Založba          | US Billboard Peak   | US prodaja |
| 1995        | I Heard They Suck Live!!           | Fat Wreck Chords | 198 (Billboard 200) |            |
| 2007        | They've Actually Gotten Worse Live | Fat Wreck Chords | n/a                 |            |

### EP-ji
| Leto izdaje             | Naslov                            | Založba                                         | US Billboard Peak   | US prodaja |
| 1985                    | NOFX (EP)                         | Mystic Records                                  | n/a                 |            |
| 1986                    | So What If We're on Mystic!       | Mystic Records                                  | n/a                 |            |
| 1987, ponovno leta 1990 | The P.M.R.C. Can Suck on This!    | Colosal Wassail Re-released on Fat Wreck Chords | n/a                 |            |
| 1992                    | The Longest Line                  | Fat Wreck Chords                                | n/a                 |            |
| 1995                    | Leave it Alone (EP)               | Epitaph                                         | n/a                 |            |
| 1996                    | Fuck the Kids                     | Fat Wreck Chords                                | n/a                 |            |
| 1999                    | The Decline                       | Fat Wreck Chords                                | #200                |            |
| 2001                    | Surfer                            | Fat Wreck Chords                                | n/a                 |            |
| 2003                    | Regaining Unconsciousness         | Fat Wreck Chords                                | 187 (Billboard 200) |            |
| 2006                    | Never Trust a Hippy               | Fat Wreck Chords                                | 186 (Billboard 200) |            |
| 2009                    | The Myspace Transmissions, Vol.11 | n/a                                             | n/a                 |            |
| 2009                    | Cokie the Clown                   | Fat Wreck Chords                                | n/a                 |            |
| 2010                    | The Longest EP                    | Fat Wreck Chords                                | n/a                 |            |

### Video albumi
| Leto izdaje | Naslov                   | Založba          |
| 1994        | Ten Years of Fuckin' Up  | Fat Wreck Chords |
| 2009        | NOFX: Backstage Passport | Fat Wreck Chords |